# Islam auf den Philippinen
Der Islam erreichte die südlichen Inseln der Philippinen erstmals Ende des 14. Jahrhunderts und breitete sich bis zum 16. Jahrhundert auf den ganzen Philippinen aus. Heute ist er hauptsächlich auf Mindanao und dem Sulu-Archipel verbreitet. Etwa 4 Millionen Filipinos sind Muslime.

## Geschichte

### Islamisierung
Händler und muslimische Missionare aus Malaysia und Indonesien brachten den Islam auf die Philippinen. Die Islamisierung der Inseln ist auf die Macht des damaligen muslimischen Indien zurückzuführen. 

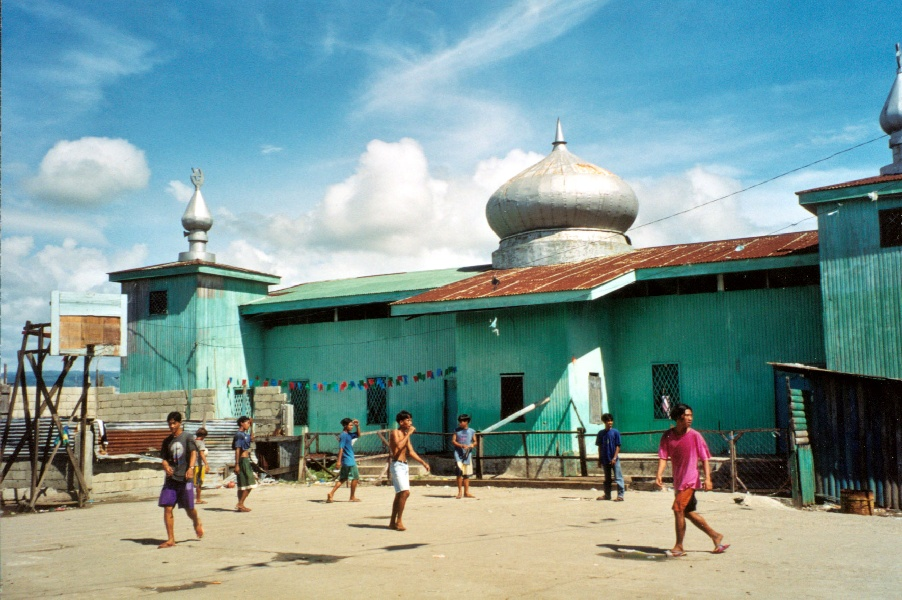
Moschee auf Basilan

1380 gelangte der Araber Sarif Maqdum als islamischer Missionar nach Mindanao. Er bereitete den Weg für Raja Baginda, der die Jolo-Inseln zusammen mit malaiischen Siedlern in Besitz nahm. Weitere malaiische Eroberer folgten, die im südlichen Mindanao muslimische Sultanate gründeten und damit die Islamisierung vorantrieben, die jedoch die alten Bräuche der Einheimischen weitgehend tolerierte. Einer von ihnen, Shariff Mohammed Kabungsuwan von Johor, ein Mitglied des Königshauses von Malakka, drang Mitte des 15. Jahrhunderts in das Zentralland von Mindanao vor. Er heiratete dort eine einheimische Prinzessin und gründete 1475 das Sultanat von Maguindanao. Hier begann er, den Islam auf seinem Herrschaftsgebiet und in dessen Umkreis zu verbreiten.
In dieser Zeit wurde auch Manila als Festung an der Mündung des Pasig-Flusses durch den malaiischen Muslim Raja Sulayman gegründet. Er stammte aus Brunei, wo er Raja Muda genannt wurde, und war der Schwiegersohn des damals herrschenden Sultans von Brunei Abdul Kahar.
Obwohl sich der Islam bis auf Luzon ausbreitete, blieben die animistischen Lokalreligionen weiterhin auf den Inseln der Philippinen vorherrschend. Muslimische Einwanderer führten in ihren Einflussgebieten eine politische Gliederung ein, die einzelne territoriale Staaten vorsah, welche von Rajas oder Sultanen regiert wurden. Diese obersten Führer wurden wiederum über die Datus gestellt. Doch weder die Konzeption einzelner politischer Staaten, noch die Strategie einer begrenzten Gebietsverteilung wie bei den sesshaften Bauern von Luzon konnte sich über die Region hinaus verbreiten, in der sie sich etabliert hatte.

### Während der katholischen Missionierung
Als die Spanier im 16. Jahrhundert die Inseln erreichten, lebte die Mehrheit der schätzungsweise 500.000 Bewohner in Siedlungen, die der Kategorie eines Baranggays entsprach. Im Süden der Philippinen war der Islam zum Zeitpunkt der Ankunft der Spanier bereits tiefer verwurzelt, so dass die dortigen Muslime, von den Spaniern Moros genannt, von diesen nie völlig unterworfen werden konnten. Die Spanier schätzten 1625, dass etwa 100.000 Moros auf Mindanao lebten (etwa 12 Prozent der Gesamtbevölkerung). Auch die Bergstämme im Norden Luzons, Igorots genannt, widersetzten sich der Christianisierung.

## Philippinische Muslime
In den 1950er-Jahren wurde die systematische Einwanderung christlicher Siedler nach Mindanao durch die philippinische Zentralregierung in Manila gefördert. Die muslimischen Einwohner wurden damit in ihren angestammten Gebieten zur Minderheit. (Siehe: Konflikt auf den Südphilippinen)
Religionszugehörigkeit laut der Volkszählung im Jahr 2000 sind 5 Prozent der Bevölkerung Muslime.
Verglichen mit den anderen Landesteilen ist der Anteil an Muslimen unter der Bevölkerung auf Mindanao besonders hoch (knapp ein Drittel muslimisch). Einzig auf den Sulu-Inseln stellen Muslime mit über 85 Prozent die Mehrheit der Einwohner.